# 上巴拉河
上巴拉河（Obere Bära）是德國巴登-符登堡州的一条河流。它是巴拉河的源流。 
Obere Bära 起源于施瓦本侏罗山脉的西部，直接位于欧洲分水岭上，靠近梅斯施泰滕的蒂林根（Tieringen）村的 albtrauf。河流仅0.5 公里（0.31英里）其上游西北部。Tieringen 的另一边，是Schlichem河，它通过内卡河向西北流向莱茵河。
上巴拉河向南流經12.8（8.0英里），流域面积為 50.9 平方公里（19.7平方英里），並贯穿以下城镇：
- 蒂林根（Tieringen）
- 上迪吉斯海姆（Oberdigisheim）
- 安特第基斯晏（Unterdigisheim）
- 努斯普林根